# François Auguste Tinant
François Auguste Sébastien Tinant ( 2 de noviembre de 1803 , ciudad de Luxemburgo - 26 de enero de 1853 , Dummeldeng) fue un botánico luxemburgués.
Fue autor de Flora luxemburguesa.

## Honores
- miembro de la "Sociedad de Ciencias naturales de Luxemburgo.[1]

### Eponimia
En la ciudad de Luxemburgo, se lo honra denominando una calle con su nombre: rue François Sébastien Tinant.
Géneros
- (Commelinaceae) Tinantia Scheidw.[2]

- (Nyctaginaceae) Tinantia M.Martens & Galeotti[3]

Especies
- (Lamiaceae) Mentha tinantiana Lej. ex Malinv.[4]

- (Scrophulariaceae) Scrophularia tinantii Dumort.[5]

## Algunas publicaciones
- f.a. Tinant. 1836. Flore luxembourgeoise, description des plantes phanérogames, recueillies et observées dans le Grand-Duché de Luxembourg, classées d'après le système sexuel de Linné. Ed. J. P. Kuborn, Luxemburgo, 512 pp. en línea

- -----------. 1855. Flore luxembourgeoise, description des plantes phanérogames, recueillies et observées dans le Grand-Duché de Luxembourg, classées d'après le système sexuel de Linnée, 2e édition. Ed. V. Buck, Luxemburgo, 512 pp. en línea[6]